# Эссен, Ханс Хенрик
Граф (с 1809) Ханс Хенрик фон Эссен (швед. Hans Henric von Essen; 26 сентября 1755 — 28 июня 1824) — шведский военный и государственный деятель, фельдмаршал (1811), наместник Норвегии.

## Биография
Происходил из лифляндского дворянского рода, часть которого в начале XVIII века переселилась в Швецию, дальний родственник генерала от инфантерии П. К. Эссена. Родился 26 сентября 1755 года в замке Кавлос под Тидахольмом. Образование получил в Упсальском и Гёттингенском университетах.
В 1777 году поступил на военную службу в шведскую армию и сопровождал короля Густава III в его поездке в Италию, Францию и Германию. В качестве королевского адъютанта принимал участие в войне против России и произведённый в полковники был назначен командиром гвардии и ополчения Гётеборга.
16 марта 1792 года Эссен находился рядом с королём, когда последний был смертельно ранен на балу в Стокгольме.
В 1795 году Эссен сопровождал герцога Сёдерманландского (впоследствии короля Карла XIII) и молодого короля Густава IV Адольфа в Санкт-Петербург, по возвращении вплоть до 1797 года занимал пост губернатора Стокгольма.
В 1800 году был назначен генерал-губернатором шведских владений в Померании.
В кампании 1807 года в течение двух месяцев защищал Штральзунд от французов и после ряда схваток заключил перемирие с маршалом Брюном.
По отрешении Густава IV Адольфа Эссен занял место в государственном совете, а затем был отправлен посланником в Париж, где в январе 1810 года подписал мир между Францией и Швецией, положив конец пятилетней войне. 29 апреля того же года Эссен был возведён в графское достоинство. В 1810 же году он был произведён в маршалы Швеции и в 1811 году — в фельдмаршалы.
В 1813 году Эссен возглавил шведский экспедиционный корпус и занял Норвегию; после объединения стран с 1814 по 1816 год занимал должность наместника Норвегии (stattholder); тогда же он был назначен канцлером университета Христиании и фельдмаршалом норвежских войск.
В 1817 году Эссен был назначен командующим в Сконе и на этом закончилась его активная политическая деятельность. Скончался Эссен 28 июня 1824 года в Уддевалле.

## Награды
- Орден Меча, рыцарский крест (RSO1kl; 26 июня 1790)
- Орден Серафимов (RoKavKMO; 24 ноября 1794)
- Титул «Один из лордов королевства[швед.]» (30 июля 1796)
- Орден Меча, большой рыцарский крест (RmstkSO1kl; 7 апреля 1807)
- Прусский орден Чёрного орла (RPrSÖO; 1807)
- Титул графа королевства Швеция (29 июня 1809; внесение в рыцарский матрикул королевства Швеция 12 марта 1812 под № 118)